# Elena Pîrvan
Elena Pîrvan es una deportista rumana que compitió en remo. Ganó una medalla de plata en el Campeonato Mundial de Remo de 2001, en la prueba de ocho con timonel.

## Palmarés internacional
| Campeonato Mundial | Campeonato Mundial | Campeonato Mundial | Campeonato Mundial |
| Año                | Lugar              | Medalla            | Prueba             |
| ------------------ | ------------------ | ------------------ | ------------------ |
| 2001               | Lucerna (Suiza)    | Medalla de plata   | Ocho con timonel   |